# Jorge Arreaza
Jorge Alberto Arreaza Montserrat (Caracas, 6 d'octubre de 1973) és un diplomàtic, docent i polític veneçolà, que ha ocupat diversos càrrecs en el gabinet del president Hugo Chávez i el del seu successor, Nicolás Maduro. Arreaza ha assumit diverses responsabilitats a l'executiu veneçolà, des del 9 de març de 2013 fins al 6 de gener de 2016 va ser vicepresident de Veneçuela, càrrec que va exercir simultàniament amb el de ministre del Poder Popular per a Ciència, Tecnologia i Innovació, aquest últim fins al 21 d'abril de 2013. A la seva sortida de la vicepresidència es va mantenir en el gabinet de Maduro com a vicepresident sectorial per a l'àrea social, càrrec que va exercir juntament amb el de ministre d'Educació Universitària, Ciència i Tecnologia.
Posteriorment, va sortir del govern, per a després reincorporar-se el febrer de 2017 com a ministre del Poder Popular de Desenvolupament Miner Ecològic. L'agost de 2017 va ser nomenat canceller de Veneçuela, mandat que va exercir fins al 19 d'agost de 2021. Més recentment va ser nomenat ministre del Poder Popular d'Indústries i Producció Nacional. Va ser candidat pel Gran Pol Patriòtic Simón Bolívar a la governació de l'estat de Barinas a la repetició de les eleccions ordenades pel Tribunal Suprem de Justícia, perdent per tot just 44 mil vots en favor de Sergio Garrido, sent el primer candidat chavista a perdre la governació d'aquest estat.

## Trajectòria

### Estudis
El 1996 es va llicenciar en estudis internacionals a la Universitat Central de Veneçuela (UCV). Durant els seus anys universitaris va ocupar la presidència del Centre d'Estudiants de la seva Escola i va ser membre de la presidència de la Federació de Centres Universitaris (FCU). El 1998 es va graduar com a especialista en política social al CENDES de la UCV i el 2000 en un màster d'estudis europeus a la Universitat de Cambridge, Anglaterra.

### Carrera política
En tornar a Veneçuela va exercir com a analista, coordinador de la Sala Situacional del Grup Parlamentari Veneçolà del Parlament Llatinoamericà des de 2000 fins a 2003, i paral·lelament va ser professor de l'escola d'estudis internacionals de la UCV dictant el Seminari d'Europa fins al 2007. Va ser moderador dels programes d'opinió «Diálogo Abierto» i «Debate Socialista» a Venezolana de Televisión i membre de l'equip de l'espai radial «Sin Trabas» que transmetia l'emissora YVKE Mundial Radio. Va dictar diverses conferències sobre l'esdevenir polític nacional, internacional i comunicacional, va escriure diversos articles en mitjans impresos i digitals com el setmanari Temas Venezuela, la revista América XXI, Aporrea i la pàgina web de Radio Nacional de Venezuela.
Va ser coordinador del Sistema de Formació Socialista Simón Rodríguez del Partit Socialista Unit de Veneçuela (PSUV). El novembre de 2005 va ser designat com a president de la Fundació Gran Mariscal de Ayacucho (Fundayacucho), càrrec que va exercir fins a desembre de 2009. El gener de 2010 va ser nomenat viceministre per al Desenvolupament Científic i Tecnològic del llavors Ministeri del Poder Popular per a Ciència, Tecnologia i Indústries Intermèdies, per a posteriorment assumir com a ministre del Poder Popular per a Ciència, Tecnologia i Innovació, quan es decideix dividir el ministeri i crear la cartera d'Indústries.

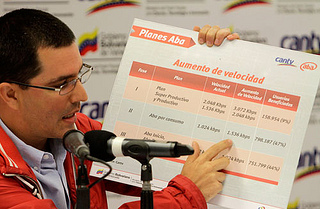
Arreaza anunciant l'augment del topall de velocitat d'internet de CANTV.

L'expresident Hugo Chávez es va recolzar en ell en els seus últims actes com a president de la República i després, el seu successor, Nicolás Maduro, el va nomenar vicepresident executiu en el seu primer acte de govern com a president encarregat. Maduro, igualment, el va ratificar com el seu vicepresident executiu després de guanyar les eleccions presidencials d'abril de 2013 i, posteriorment, el 2014. Des de la vicepresidència executiva va coordinar gran part de l'acció de govern, particularment el desplegament del govern de carrer, metodologia d'abordatge directe en les comunitats que va propiciar el president Maduro.
Entre 2016 i inicis de 2017 va ser designat vicepresident per al Desenvolupament Social i la Revolució de les Missions, així com ministre del Poder Popular per a l'Educació Universitària, Ciència i Tecnologia. El 19 de febrer de 2017, el president Maduro va ratificar la seva designació com a ministre del Poder Popular per al Desenvolupament Miner Ecològic.
El 2 d'agost de 2017, després de l'elecció de l'Assemblea Nacional Constituent, el president Maduro el va designar com a titular de la Cancelleria de Veneçuela.El 19 d'agost de 2021 va ser nomenat com a nou ministre del Poder Popular d'Indústries i Producció Nacional, deixant la cancelleria de Veneçuela en mans del fins llavors ambaixador a la República Popular de la Xina, Félix Plasencia.

## Vida personal
Entre 2007 i 2017 va estar casat amb Rosa Virginia Chávez (filla de l'expresident Hugo Chávez), amb qui va tenir un fill.